# Ố̤
Ố̤ (minuscule : ố̤), appelé O tréma souscrit accent circonflexe accent aigu, est une lettre latine utilisée dans l’écriture du kayah.
Il s’agit de la lettre O diacritée d’un tréma souscrit, d’un accent circonflexe et d’un accent aigu.

## Représentations informatiques
Le O tréma souscrit accent circonflexe accent aigu peut être représenté avec les caractères Unicode suivants : 
- précomposé et normalisé (latin étendu additionnel)[1],[2] :

| formes    | représentations | chaînes de caractères | points de code | descriptions                                                                           |
| --------- | --------------- | --------------------- | -------------- | -------------------------------------------------------------------------------------- |
| capitale  | Ố̤               | Ố◌̤                    | U+1ED0 U+0324  | lettre majuscule latine o accent circonflexe et accent aigu diacritique tréma souscrit |
| minuscule | ố̤               | ố◌̤                    | U+1ED1 U+0324  | lettre minuscule latine o accent circonflexe et accent aigu diacritique tréma souscrit |

- décomposé et normalisé NFD (latin de base, diacritiques) :

| formes    | représentations | chaînes de caractères | points de code              | descriptions                                                                                                |
| --------- | --------------- | --------------------- | --------------------------- | --- |
| capitale  | Ố̤               | O◌̤◌̂◌́                  | U+004F U+0324 U+0302 U+0301 | lettre majuscule latine o diacritique tréma souscrit diacritique accent circonflexe diacritique accent aigu |
| minuscule | ố̤               | o◌̤◌̂◌́                  | U+006F U+0324 U+0302 U+0301 | lettre minuscule latine o diacritique tréma souscrit diacritique accent circonflexe diacritique accent aigu |